# Gorua partita
Gorua partita là một loài bướm đêm trong họ Noctuidae.